# Raymond Kvisvik
Raymond Kvisvik (ur. 8 listopada 1974 w Sarpsborg) – norweski piłkarz grający podczas kariery na pozycji pomocnika – reprezentant Norwegii.

## Kariera klubowa
Kvisvik jako junior rozpoczął karierę w Greåker IF. W 1991 roku dołączył do I pierwszego zespołu Greåker IF. Grał w tym klubie do 1994 roku. W tym czasie strzelił 16 bramek w 63 meczach dla Greåker IF. W 1994 roku przeniósł się do Sarpsborg FK. Po dwóch latach grania w tym klubie przeniósł się do Moss FK. W barwach Moss FK strzelił 2 bramki w 35 meczach. W 1998 roku odszedł do SK Brann. Strzelił w tym klubie 29 goli w 92 meczach by przejść do austriackiego klubu Austria Wiedeń. Jednak w tym klubie nie był znaczącym zawodnikiem i już po roku powrócił do norweskiego SK Brann. Grał w tym klubie do 2005 roku kiedy zakontraktował go Fredrikstad FK. W barwach tego klubu grał do 2009 roku. Rozegrał w nim 101 meczów w których strzelił 12 bramek. W 2009 roku powrócił do Kvik Halden FK. W 2011 roku zakończył karierę.

## Kariera reprezentacyjna
Kvisvik w reprezentacji Norwegii strzelił 2 bramki w 11 meczach.